# José María Alfaro Zamora

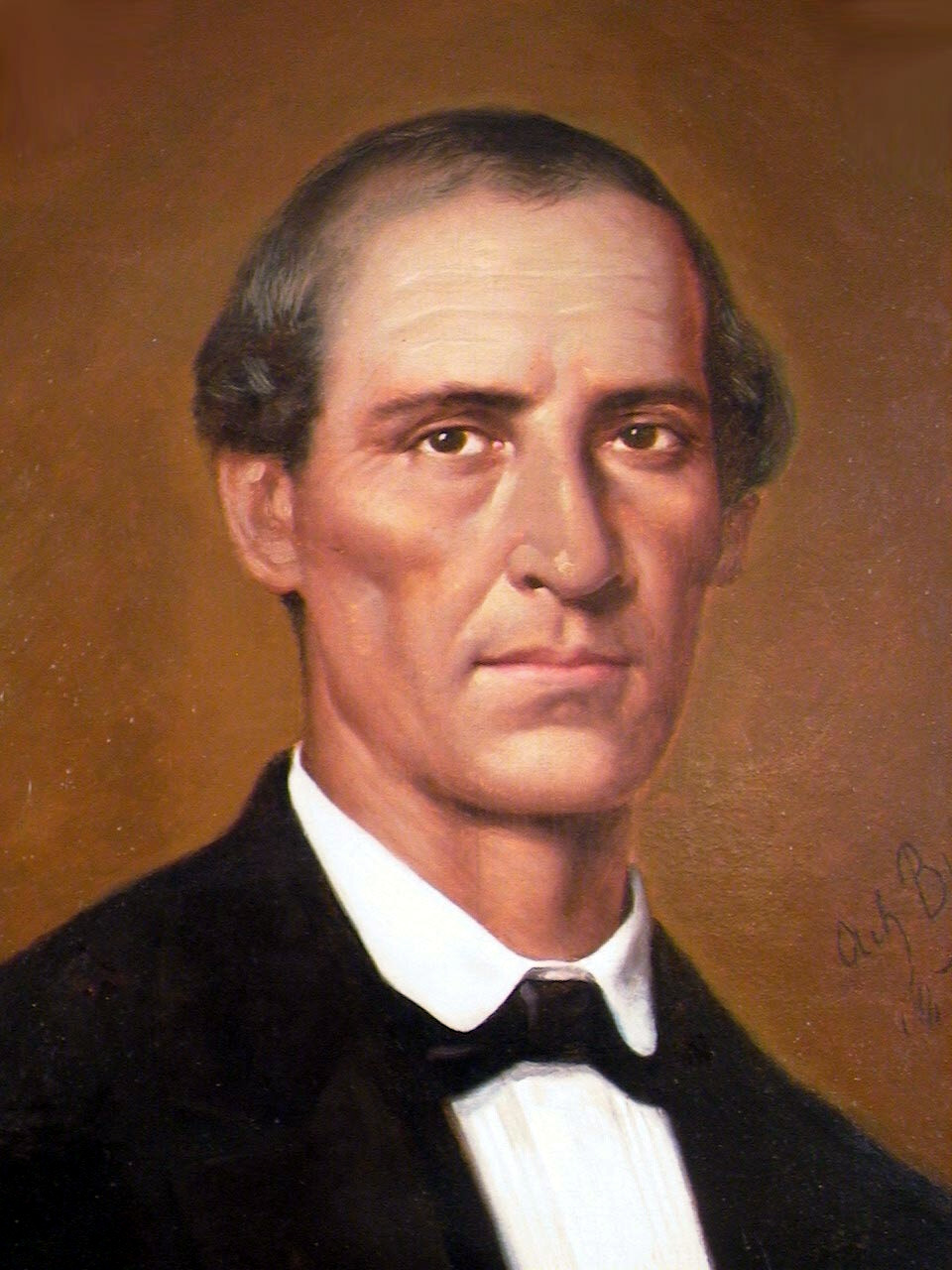
José Maria Alfaro Zamora

José María Alfaro Zamora (* 20. März 1799 in Alajuela; † 11. Juni 1856 ebenda) war von 1842 bis 1844 und zwischen 1846 und 1847 Staatsoberhaupt von Costa Rica und vom 1. Mai 1847 bis zum 8. Mai 1847 dessen Präsident.

## Leben

### Herkunft und frühe Laufbahn
Seine Eltern waren María Damiana Zamora y Flores und Juan Antonio Alfaro y Arias. Am 19. Mai 1825 heiratete er María Josefa Sandoval y Jiménez. In dieser Ehe wurde eine Tochter, welche in ihrer Kindheit starb, und Calixto Alfaro Sandoval geboren.
Er war Latifundist und Händler. Er ließ Kaffee kultivieren, betrieb ein Sägewerk in Itiquís, in der Nähe von Alajuela und war an einem Holzhandel in Jinotepe beteiligt.
Von 1825 bis 1827 war er Nachrückparlamentsabgeordneter für Alajuela. 1828 war er zweiter Bürgermeister von Alajuela. Von 1834 bis 1836 war er Abgeordneter, für Heredia weil er dort Grundeigentümer war. 1841 war er Jefe Político del Departamento Occidental (Westzone). Von 1841 bis 1842 war er Kammergerichtsrat.

### Jefe de Estado 1842–1844
Antonio Pinto Soares gelang es Moranzán zu stürzen und füssilieren zu lassen. Am 11. September 1842 wählte ein illustrer Kreis Antonio Pinto Soares zum Jefe de Estado, welcher José María Alfaro Zamora am 27. September 1842 zu seinem Nachfolger ernannte.
In dieser Amtszeit wurde die Straße von San José nach Puntarenas gebaut und die aus dem Casa de Enseñanza de Santo Tomás wurde die Universidad de Santo Tomás (1843–1888). 1844 wurde eine Verfassung emittiert. Die Zeitung Mentor costarricense wurde gegründet. Bei den Wahlen 1844 erhielt er viele Stimmen aber Francisco María Oreamuno Bonilla wurde Präsident. Am 29. November 1844 übergab er sein Amt als Jefe de Estado an Francisco María Oreamuno Bonilla, welcher für die Amtszeit von 1844 bis 1848 gewählt worden war.

### Jefe de Estado 1846–1847
Am 7. Juni 1846 ließ er Francisco María Oreamuno Bonilla durch einen Militärputsch stürzen. In dieser Amtszeit wurde der Puntarenas Puerto zum Freihafen und 1847 eine Verfassung emittiert. Auch bei den Wahlen 1847 wurden Stimmen für ihn abgegeben aber Präsident wurde José María Castro Madriz.

### Präsident
Nach der Verfassung von 1947 wurde er vom 1. bis 8. Mai 1847 als Präsident bezeichnet. Am 8. Mai 1847 tauschte er mit dem Stellvertretenden Präsidenten José María Castro Madriz den Titel und wurde Vorsitzender des Parlamentes.
Noch 1847 trat er von diesen beiden Ämtern zurück. Als ihm die Beteiligung an einer Verschwörung vorgeworfen wurde, wurde er in Térraba gefangen gehalten, und für einige Monate nach Panama abgeschoben.
1852 wurde er zum Richter am obersten Gericht gewählt, ein Amt, welches er bis zu seinem Tod an Cholera ausübte.